# Walkie Talkie Man
Walkie Talkie Man è un singolo del gruppo musicale neozelandese Steriogram, pubblicato nel 2004 ed estratto dall'album Schmack!.

## Video musicale
Il video della canzone è stato diretto da Michel Gondry.

## Tracce
1. Walkie Talkie Man - 2:13

## In altri media
Il brano è udibile in alcuni videogiochi (Pump It Up, MVP Baseball 2004, Elite Beat Agents) e film (Agente Cody Banks 2 - Destinazione Londra, Derby in famiglia, Robots, L'uomo di casa, Arthur e il popolo dei Minimei, I tre marmittoni).